# Zelše
Zelše – wieś w Słowenii, w gminie Cerknica. W 2018 roku liczyła 100 mieszkańców.